# Hill Climb Racing
Hill Climb Racing est un jeu vidéo de course en 2D basé sur la physique sorti en 2012 par le studio finlandais Fingersoft pour Android, iOS, Microsoft Windows et Windows Phone. Il a été créé à l'origine par Toni Fingerroos, le fondateur de Fingersoft, et constitue le produit le plus connu de la société. Le joueur contrôle un conducteur à travers des terrains vallonnés, collectant des pièces en cours de route et les dépensant pour améliorer le véhicule tout en faisant attention à la tête du conducteur ainsi qu'à la réserve de carburant du véhicule.
Le jeu a reçu des critiques généralement assez favorables. Les critiques ont eu tendance à décrire les graphismes comme étant rudimentaires au mieux ou laids au pire et ont parfois critiqué le gameplay comme étant peu impressionnant, mais le premier point a été négligé lorsqu'ils ont loué la physique. D'autres louanges sont allées aux commandes simplistes à deux boutons et au modèle de monétisation freemium pour son approche passive. Son succès a conduit à la création d'une suite, Hill Climb Racing 2 en 2016, et en 2018, la franchise Hill Climb Racing est devenue la deuxième franchise de jeu mobile finlandaise après Angry Birds de Rovio à amasser un milliard de téléchargements. 

## Gameplay
Tout au long de ce parcours, les pièces sont réparties en groupes, certaines d'entre elles étant accompagnées de carburant et de gemmes. La partie supérieure gauche de l'écran comprend la jauge de carburant et un inventaire de pièces et de gemmes.
Le but de Hill Climb Racing est de conduire le plus loin possible à travers des étapes de course de difficulté croissante tout en collectant des pièces, en tirant parti d'une physique non réaliste et en utilisant seulement deux commandes simples : les pédales d'accélérateur et de frein. Lorsqu'il est en l'air, le fait d'appuyer sur ces pédales entraîne une rotation du véhicule, ce qui permet au joueur de contrôler l'angle d'atterrissage. Le carburant est reconstitué en ramassant des bidons d'essence ou des batteries le long du chemin. Le joueur peut effectuer des cascades, par exemple en conduisant le véhicule en l'air pendant un temps prolongé ou en le retournant, pour gagner plus de pièces, qui peuvent être dépensées après la course pour des améliorations ou pour débloquer de nouvelles étapes et de nouveaux véhicules (y compris des monster trucks, des dirt bikes, des tanks et le traîneau du Père Noël). Les conditions pour mettre fin au jeu sont d'épuiser le carburant du véhicule ou de heurter la tête de l'avatar qui le conduit.
Depuis sa création, Hill Climb Racing a connu des mises à jour qui ont ajouté du nouveau contenu. Par exemple, le garage a été introduit dans une mise à jour de décembre 2016, où les joueurs peuvent acheter des voitures et régler leurs pièces. Les gemmes ont également été introduites comme monnaie du jeu. 

## Développement
Hill Climb Racing a été développé par Toni Fingerroos, un programmeur finlandais autodidacte qui avait 29 ans au moment de la sortie du jeu. Avant le jeu, il a commencé à écrire des logiciels à l'âge de dix ans. Intrigué par les courses de voitures, il a écrit Ralli 94 et l'a partagé avec ses amis. À cette époque, alors qu'il pensait que les jeux étaient développés par des entreprises et non par des personnes, il a baptisé sa propre société de loisirs Fingersoft,.
Une décennie après son premier jeu, Fingerroos a fait revivre le nom commercial Fingersoft en tant que studio professionnel qui programmait des jeux pour les téléphones mobiles Nokia. Fingerroos a décrit qu'il avait « échoué à cela assez lamentablement ». Il a depuis poursuivi d'autres occupations, toutes avec des résultats défavorables. L'une d'entre elles a été de travailler avec Pixolane, un studio de jeux, et de dépenser son argent pour développer un jeu PlayStation 3 appelé Rust Buckaneers qui a finalement été annulé car le studio a gaspillé son capital de départ, ce qui lui a fait accumuler des dettes. Il a également réparé et vendu des voitures de sport importées du Japon et du Royaume-Uni, ce qui a également épuisé ses économies personnelles. Fingerroos a repris et relancé Fingersoft fin 2011, où, en tant que seul travailleur de la société, il a conçu une application de photographie tous les quelques jours pour voir si certaines d'entre elles allaient avoir du succès. L'une de ces apps était Cartoon Camera, sortie en février 2012 et ayant rapidement amassé plus de dix millions de téléchargements. La rentabilité de l'application a renforcé la confiance de Fingerroos, l'a aidé à rembourser ses dettes et a assuré la création de son projet suivant, Hill Climb Racing,.
Fingerroos a déclaré avoir passé 16 heures par jour pendant deux mois à développer Hill Climb Racing dans une chambre compacte avant d'achever le projet. Les éléments sonores ont été fournis par le public et ses amis et connaissances ont dessiné les images. Comme l'a déclaré le directeur commercial de Fingersoft, Jarkko Paalanen, les visuels ont été dessinés intentionnellement pour être « naïfs et enfantins », dans le cadre du caractère du jeu. Bill Newton, le protagoniste du jeu, a été dessiné sous forme de croquis par Pai Turunen, le partenaire de Fingerroos. Fingerroos a ensuite photographié l'esquisse avec l'une des premières applications d'appareil photo de la société et l'a modifiée pour l'inclure dans le jeu. Il est sorti pour les appareils Android le 22 septembre 2012. Au vu du succès du jeu, Fingerroos a contacté Teemu Närhi, un ancien employé de Pixoline, pour porter le jeu sur iOS. Cette version est sortie le 8 novembre et le jeu a ensuite été porté sur Microsoft Windows le 21 octobre 2013 et sur Windows Phone le 27 novembre.

### Version chinoise
Fingersoft avait prévu de localiser Hill Climb Racing en Chine. Ils avaient déjà sorti le jeu original dans cette région en juillet 2014, en collaboration avec MyGamez, un éditeur de jeux finno-chinois spécialisé dans la commercialisation de jeux mobiles non natifs en Chine. Paalanen a vu une opportunité de séduire le public chinois en modifiant le thème du jeu pour qu'il corresponde à leur culture, tout en gardant le gameplay inchangé. Hill Climb Racing: China Edition a été publié par MyGamez en février 2015, coïncidant avec le Nouvel An chinois,.